# Campanula lezgina
Campanula lezgina là loài thực vật có hoa trong họ Hoa chuông. Loài này được (Alex.) Kolak. & Serdyuk. mô tả khoa học đầu tiên năm 1980.